# Valença de Baïsa
Valença de Baïsa (en francès Valence-sur-Baïse) és un municipi francès situat al departament del Gers i a la regió d'Occitània.

## Geografia

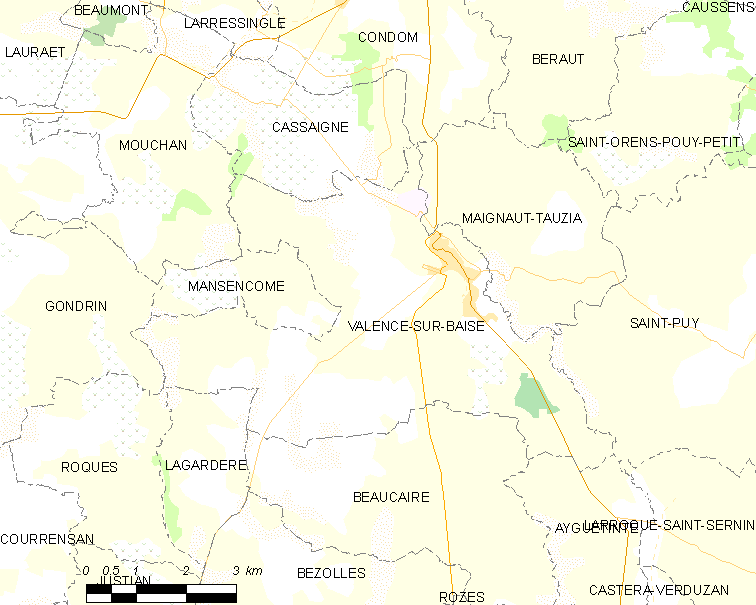
Mapa de la comuna de Valença de Baïsa

## Administració i política

### Alcaldes
| Període   | Identitat                | Partit |
| --------- | ------------------------ | ------ |
| 1878-1887 | Jean Joseph Marie Duprom |        |
| 1887-1935 | Félix Duprom             |        |
| 1935-1944 | Henri Peguillam          |        |
| 1944-1979 | Alexandre Baurens        | PSU    |
| 1979-1995 | Roger Rambour            |        |
| 1995-2001 | Jacques Baurens          | PS     |
| 2001-     | Paul Caperan             | PCF    |

## Demografia
| 1962                                       | 1968  | 1975  | 1982  | 1990  | 1999  | 2006  | 2007  |
| ------------------------------------------ | ----- | ----- | ----- | ----- | ----- | ----- | ----- |
| 1.176                                      | 1.229 | 1.256 | 1.216 | 1.157 | 1.151 | 1.193 | 1.199 |
| Des de 1962: població sense dobles comptes |       |       |       |       |       |       |       |